# 熊光华
熊光华，曾任台北市政府消防局局长，在馬英九第二時期任中华民国总统府副秘書長。

## 生平
熊光华毕业于中央警官学校消防学系（正科44期），获工学学士学位。
1979年，考取特种考试警察人员考试乙等考试消防警察人员最优等。同年8月，任台北市政府警察局消防警察大队分队长。1982年4月，调任苗栗县警察局消防警察队副队长。1985年1月，调入中央警官学校任教务处训导。8月任同校消防学系讲师。1992年9月，升任副教授。1993年8月，任图书馆及警政博物馆馆长。1994年8月，任消防学系暨消防科学研究所兼系主任暨所长。1999年1月卸任，继续担任中央警察大学消防学系暨消防科学研究所副教授。
2007年2月至2010年12月，任台北市政府消防局局长。2012年5月20日至2016年5月19日，熊光华任中华民国总统府副秘書長。

## 荣誉
- 二等景星勋章（2016年5月9日批准[3]）